# The Farm (Residenz)
The Farm (französisch La Ferme) ist die offizielle Residenz des Vorsitzenden (speaker) des kanadischen Unterhauses. Sie befindet sich auf dem Gebiet der Gemeinde Chelsea bei Gatineau, etwa 14 km nordwestlich der Hauptstadt Ottawa im Gatineau-Park.
Die Residenz erhielt ihren Namen, weil sie aus einem Bauernhaus entstanden ist, das Mitte des 19. Jahrhunderts errichtet wurde. Premierminister William Lyon Mackenzie King erwarb das Gebäude im Jahr 1927 und rundete damit seinen 231 Hektar großen Landsitz Kingsmere ab. In der Folge betrieb er dort in seiner Freizeit Gartenarbeit und Landschaftsgestaltung. 1935 erweiterte er das Gebäude und installierte Heizung und Wasserleitungen. 1943 machte er The Farm zu seinem dauerhaften Wohnsitz; er starb dort im Jahr 1950.
In seinem Testament vermachte King seinen Landsitz dem kanadischen Staat. Er wird heute von der National Capital Commission verwaltet und ist zum größten Teil öffentlich zugänglich. The Farm ist davon ausgenommen, da dem letzten Willen Kings zufolge das Haus einem hochrangigen Amtsträger als ruhiger Zufluchtsort dienen soll.